# Liga A1 de Vóley 1999-00
La Liga A1 de Vóley 1999-00 fue la cuarta edición de la máxima competencia nacional de clubes. Se inició el 29 de octubre de 1999 con el partido inaugural de temporada entre Scholem Aleijem y Regatas Resistencia, y finalizó el 30 de abril de 2000 con el partido final entre Olympikus Azul y Náutico Hacoaj, que coronó a Hacoaj como campeón por primera vez.

## Modo de disputa
Primera fase
Los dieciséis (16) equipos se enfrentan entre ellos dos veces, sumando así 30 partidos al cavo de la primera fase. Una vez terminada la fase, se ordenan con base en los resultados obtenidos del primero (1.°) al decimosexto (16.°) y clasificándose según su posición a distintas fases. Del primero al cuarto (1.° al 4.°) acceden a los cuartos de final y además disputan el Torneo Súper 4. Del quinto al decimosegundo (5.° al 12.°) disputan los octavos de final o la reclasificación. Décimo tercero, décimo cuarto y décimo quinto (13.°, 14.° y 15.°) disputan un triangular por la permanencia, donde el último desciende junto con el decimosexto (16.°).
Descensos
Si bien el último descendió, del 13.° al 15.° solo disputaron un triangular para evitar jugar la permanencia. El perdedor del triangular debió disputar la permanencia ante el subcampeón de la segunda división.
Torneo Súper 4
El torneo se disputa en una misma sede en formato de todos contra todos una vez. Las posiciones de este torneo modifican las obtenidas en la fase regular.
Play offs
Los play offs están divididos en cuatro fases. En los octavos de final se enfrentan del quinto al decimosegundo emparejados según sus posiciones series al mejor de tres partidos, con formato 1-2, siendo local en el primer partido el peor ubicado. Los ganadores de ésta acceden a cuartos de final, los perdedores dejan de participar. En cuartos de final, los cuatro clasificados se ordenan según sus posiciones y se enfrentan con los cuatro mejores equipos que, según su resultado en el Súper 4, modifican sus posiciones. Las series son al mejor de cinco con formato 1-2-2, haciendo de local en el primer y los últimos dos partidos el equipo mejor ubicado. Los ganadores avanzan a semifinales, los perdedores dejan de participar. Las semifinales son con el mismo formato que los cuartos de final, igual que la final. El ganador de la final se proclama campeón.

## Primera fase, fase regular
| Pos  | Equipo                  | PJ | PG | PP | Pts | Súper 4 |
| ---- | ----------------------- | -- | -- | -- | --- | ------- |
| 1.°  | Náutico Hacoaj          | 30 | 24 | 6  | 54  | 2.°     |
| 2.°  | Olympikus Azul          | 30 | 23 | 7  | 53  | 1.°     |
| 3.°  | Club de Amigos          | 30 | 22 | 8  | 52  | 3.°     |
| 4.°  | UBA                     | 30 | 21 | 9  | 51  | 4.°     |
| 5.°  | Obras de San Juan       | 30 | 19 | 11 | 49  |         |
| 6.°  | River Plate             | 30 | 18 | 12 | 48  |         |
| 7.°  | Scholem Aleijem         | 30 | 15 | 15 | 45  |         |
| 8.°  | Regatas San Nicolás     | 30 | 15 | 15 | 45  |         |
| 9.°  | Vélez Sársfield         | 30 | 13 | 17 | 43  |         |
| 10.° | Regatas (Santa Fe)      | 30 | 13 | 17 | 43  |         |
| 11.° | Luz y Fuerza (Necochea) | 30 | 13 | 17 | 43  |         |
| 12.° | Mendoza de Regatas      | 30 | 12 | 18 | 42  |         |
| 13.° | Ferro (Buenos Aires)    | 30 | 10 | 20 | 40  |         |
| 14.° | Social Monteros         | 30 | 10 | 20 | 40  |         |
| 15.° | Regatas Resistencia     | 30 | 9  | 21 | 39  |         |
| 16.° | Tucumán de Gimnasia     | 30 | 2  | 28 | 32  |         |

|  |                                  |
|  | Clasificados a cuartos de final. |
|  | Clasificados a octavos de final. |
|  | Jugó por la permanencia.         |
|  | Descendió a la Liga A2.          |

## Segunda fase; serie de permanencia
| Pos | Equipo                            |
| --- | --------------------------------- |
| 1.° | Ferro Carril Oeste (Buenos Aires) |
| 2.° | Regatas Resistencia               |
| 3.° | Social Monteros                   |

|  |                          |
|  | Salvó la categoría.      |
|  | Jugó por la permanencia. |

| Fecha       | Local                   | Resul | Visitante           | Set 1 | Set 2 | Set 3 | Set 4 | Set 5 |
| ----------- | ----------------------- | ----- | ------------------- | ----- | ----- | ----- | ----- | ----- |
| 10 de marzo | Ferro Carril Oeste (BA) | 3-1   | Regatas Resistencia | 25-14 | 22-25 | 25-15 | 25-17 | —     |
| 11 de marzo | Social Monteros         | 2-3   | Regatas Resistencia | 14-25 | 32-30 | 25-19 | 22-25 | 14-16 |
| 12 de marzo | Ferro Carril Oeste (BA) | 3-0   | Social Monteros     | 25-13 | 25-20 | 25-18 | —     | —     |

 Todos los partidos se jugaron en el Estadio Héctor Etchart de Ferro (Buenos Aires).

### Repechaje
| Fecha       | Local           | Resul | Visitante         |
| ----------- | --------------- | ----- | ----------------- |
| 11 de abril | Social Monteros | 3-0   | Maracaibo (Chaco) |

## Segunda fase; Torneo Súper 4
| Pos | Equipo         |
| --- | -------------- |
| 1.° | Olympikus Azul |
| 2.° | Náutico Hacoaj |
| 3.° | Club de Amigos |
| 4.° | UBA            |

| Fecha      | Local          | Resul | Visitante      | Set 1 | Set 2 | Set 3 | Set 4 | Set 5 |
| ---------- | -------------- | ----- | -------------- | ----- | ----- | ----- | ----- | ----- |
| 3 de marzo | Náutico Hacoaj | 3-0   | UBA            | —     | —     | —     | —     | —     |
| 3 de marzo | Olympikus Azul | 3-2   | Club de Amigos | 25-19 | 18-25 | 25-16 | 18-25 | 22-20 |
| 4 de marzo | Olympikus Azul | 3-0   | UBA            | 25-18 | 25-16 | 25-21 | —     | —     |
| 4 de marzo | Náutico Hacoaj | 3-2   | Club de Amigos | 25-22 | 22-25 | 18-25 | 25-16 | 15-11 |
| 5 de marzo | Olympikus Azul | 3-0   | Náutico Hacoaj | 25-19 | 25-23 | 33-31 | —     | —     |
| 5 de marzo | Club de Amigos | 3-1   | UBA            | 25-20 | 21-25 | 25-23 | 25-20 | —     |

Todos los partidos se jugaron en Río Cuarto, Córdoba.

## Segunda fase; play-offs
|  | Octavos de final | Octavos de final        | Octavos de final |                     |   | Cuartos de final | Cuartos de final | Cuartos de final |  |     | Semifinales    | Semifinales | Semifinales |  |     | Final          | Final | Final |  |
|  |                  |                         |                  |                     |   |                  |                  |                  |  |     |                |             |             |  |     |                |       |       |  |
|  |                  |                         |                  |                     |   |                  |                  |                  |  |     |                |             |             |  |     |                |       |       |  |
|  |                  |                         |                  |                     |   |                  |                  |                  |  |     |                |             |             |  |     |                |       |       |  |
|  |                  |                         |                  |                     |   |                  |                  |                  |  |     |                |             |             |  |     |                |       |       |  |
|  |                  |                         |                  |                     |   |                  |                  |                  |  |     |                |             |             |  |     |                |       |       |  |
|  |                  | 1.°                     | Olympikus Azul   | 3                   |   |                  |                  |                  |  |     |                |             |             |  |     |                |       |       |  |
|  |                  |                         |                  | 3                   |   |                  |                  |                  |  |     |                |             |             |  |     |                |       |       |  |
|  |                  |                         | 10.°             | Regatas Santa Fe    | 1 |                  |                  |                  |  |     |                |             |             |  |     |                |       |       |  |
|  | 7.°              | Scholem Aleijem         | 10.°             | Regatas Santa Fe    | 1 | 1                |                  |                  |  |     |                |             |             |  |     |                |       |       |  |
|  | 7.°              | Scholem Aleijem         |                  |                     |   |                  |                  |                  |  |     |                |             |             |  |     |                |       |       |  |
|  | 10.°             | Regatas Santa Fe        | 2                |                     |   |                  |                  |                  |  |     |                |             |             |  |     |                |       |       |  |
|  | 10.°             | Regatas Santa Fe        | 2                |                     |   |                  |                  |                  |  | 1.° | Olympikus Azul | 3           |             |  |     |                |       |       |  |
|  |                  |                         |                  |                     |   |                  |                  |                  |  | 1.° | Olympikus Azul | 3           |             |  |     |                |       |       |  |
|  |                  |                         | 4.°              | UBA                 | 0 |                  |                  |                  |  |     |                |             |             |  |     |                |       |       |  |
|  |                  |                         | 4.°              | UBA                 | 0 |                  |                  |                  |  |     |                |             |             |  |     |                |       |       |  |
|  |                  |                         |                  |                     |   |                  |                  |                  |  |     |                |             |             |  |     |                |       |       |  |
|  |                  |                         |                  |                     |   |                  |                  |                  |  |     |                |             |             |  |     |                |       |       |  |
|  |                  | 4.°                     | UBA              | 3                   |   |                  |                  |                  |  |     |                |             |             |  |     |                |       |       |  |
|  |                  |                         |                  | 3                   |   |                  |                  |                  |  |     |                |             |             |  |     |                |       |       |  |
|  |                  |                         | 5.°              | Obras (San Juan)    | 1 |                  |                  |                  |  |     |                |             |             |  |     |                |       |       |  |
|  | 5.°              | Obras (San Juan)        | 5.°              | Obras (San Juan)    | 1 | 2                |                  |                  |  |     |                |             |             |  |     |                |       |       |  |
|  | 5.°              | Obras (San Juan)        |                  |                     |   |                  |                  |                  |  |     |                |             |             |  |     |                |       |       |  |
|  | 12.°             | Mendoza de Regatas      | 1                |                     |   |                  |                  |                  |  |     |                |             |             |  |     |                |       |       |  |
|  | 12.°             | Mendoza de Regatas      | 1                |                     |   |                  |                  |                  |  |     |                |             |             |  | 1.° | Olympikus Azul | 2     |       |  |
|  |                  |                         |                  |                     |   |                  |                  |                  |  |     |                |             |             |  | 1.° | Olympikus Azul | 2     |       |  |
|  |                  |                         | 2.°              | Náutico Hacoaj      | 3 |                  |                  |                  |  |     |                |             |             |  |     |                |       |       |  |
|  |                  |                         | 2.°              | Náutico Hacoaj      | 3 |                  |                  |                  |  |     |                |             |             |  |     |                |       |       |  |
|  |                  |                         |                  |                     |   |                  |                  |                  |  |     |                |             |             |  |     |                |       |       |  |
|  |                  |                         |                  |                     |   |                  |                  |                  |  |     |                |             |             |  |     |                |       |       |  |
|  |                  | 2.°                     | Náutico Hacoaj   | 3                   |   |                  |                  |                  |  |     |                |             |             |  |     |                |       |       |  |
|  |                  |                         |                  | 3                   |   |                  |                  |                  |  |     |                |             |             |  |     |                |       |       |  |
|  |                  |                         | 8.°              | Regatas San Nicolás | 1 |                  |                  |                  |  |     |                |             |             |  |     |                |       |       |  |
|  | 8.°              | Regatas San Nicolás     | 8.°              | Regatas San Nicolás | 1 | 2                |                  |                  |  |     |                |             |             |  |     |                |       |       |  |
|  | 8.°              | Regatas San Nicolás     |                  |                     |   |                  |                  |                  |  |     |                |             |             |  |     |                |       |       |  |
|  | 9.°              | Vélez Sarsfield         | 1                |                     |   |                  |                  |                  |  |     |                |             |             |  |     |                |       |       |  |
|  | 9.°              | Vélez Sarsfield         | 1                |                     |   |                  |                  |                  |  | 2.° | Náutico Hacoaj | 3           |             |  |     |                |       |       |  |
|  |                  |                         |                  |                     |   |                  |                  |                  |  | 2.° | Náutico Hacoaj | 3           |             |  |     |                |       |       |  |
|  |                  |                         | 3.°              | Club de Amigos      | 1 |                  |                  |                  |  |     |                |             |             |  |     |                |       |       |  |
|  |                  |                         | 3.°              | Club de Amigos      | 1 |                  |                  |                  |  |     |                |             |             |  |     |                |       |       |  |
|  |                  |                         |                  |                     |   |                  |                  |                  |  |     |                |             |             |  |     |                |       |       |  |
|  |                  |                         |                  |                     |   |                  |                  |                  |  |     |                |             |             |  |     |                |       |       |  |
|  |                  | 3.°                     | Club de Amigos   | 3                   |   |                  |                  |                  |  |     |                |             |             |  |     |                |       |       |  |
|  |                  |                         |                  | 3                   |   |                  |                  |                  |  |     |                |             |             |  |     |                |       |       |  |
|  |                  |                         | 6.°              | River Plate         | 1 |                  |                  |                  |  |     |                |             |             |  |     |                |       |       |  |
|  | 6.°              | River Plate             | 6.°              | River Plate         | 1 | 2                |                  |                  |  |     |                |             |             |  |     |                |       |       |  |
|  | 6.°              | River Plate             |                  |                     |   |                  |                  |                  |  |     |                |             |             |  |     |                |       |       |  |
|  | 11.°             | Luz y Fuerza (Necochea) | 0                |                     |   |                  |                  |                  |  |     |                |             |             |  |     |                |       |       |  |
|  | 11.°             | Luz y Fuerza (Necochea) | 0                |                     |   |                  |                  |                  |  |     |                |             |             |  |     |                |       |       |  |
|  |                  |                         |                  |                     |   |                  |                  |                  |  |     |                |             |             |  |     |                |       |       |  |

### Octavos de final
Obras (San Juan) - Mendoza de Regatas
| Fecha       | Local              | Resul | Visitante          | Set 1 | Set 2 | Set 3 | Set 4 | Set 5 |
| ----------- | ------------------ | ----- | ------------------ | ----- | ----- | ----- | ----- | ----- |
| 3 de marzo  | Mendoza de Regatas | 3-1   | Obras (San Juan)   | —     | —     | —     | —     | —     |
| 10 de marzo | Obras (San Juan)   | 3-2   | Mendoza de Regatas | 16-25 | 25-23 | 29-31 | 25-15 | 15-12 |
| 11 de marzo | Obras (San Juan)   | 3-2   | Mendoza de Regatas | —     | —     | —     | —     | 15-13 |

 River Plate - Luz y Fuerza (Necochea)
| Fecha       | Local            | Resul | Visitante        | Set 1 | Set 2 | Set 3 | Set 4 | Set 5 |
| ----------- | ---------------- | ----- | ---------------- | ----- | ----- | ----- | ----- | ----- |
| 4 de marzo  | Luz y Fuerza (N) | 1-3   | River Plate      | 25-20 | 20-25 | 17-25 | 23-25 | —     |
| 10 de marzo | River Plate      | 3-2   | Luz y Fuerza (N) | 26-24 | 25-21 | 20-25 | 15-25 | 15-9  |

 Scholem Aleijem - Regatas Santa Fe
| Fecha       | Local           | Resul | Visitante       | Set 1 | Set 2 | Set 3 | Set 4 | Set 5 |
| ----------- | --------------- | ----- | --------------- | ----- | ----- | ----- | ----- | ----- |
| 10 de marzo | Regatas (SF)    | 3-1   | Scholem Aleijem | 24-26 | 28-26 | 25-19 | 25-15 | —     |
| 14 de marzo | Scholem Aleijem | 3-1   | Regatas (SF)    | 22-25 | 25-21 | 29-27 | 28-26 | —     |
| 15 de marzo | Scholem Aleijem | 2-3   | Regatas (SF)    | 25-27 | 21-25 | 25-20 | 25-18 | 11-15 |

Regatas San Nicolás - Vélez Sarsfield
| Fecha       | Local           | Resul | Visitante       | Set 1 | Set 2 | Set 3 | Set 4 | Set 5 |
| ----------- | --------------- | ----- | --------------- | ----- | ----- | ----- | ----- | ----- |
| 6 de marzo  | Vélez Sársfield | 3-1   | Regatas (SN)    | 25-21 | 25-23 | 23-25 | 25-23 | —     |
| 11 de marzo | Regatas (SN)    | 3-2   | Vélez Sársfield | 32-34 | 27-25 | 16-25 | 25-15 | 15-10 |
| 14 de marzo | Regatas (SN)    | 3-1   | Vélez Sársfield | 25-21 | 23-25 | 25-23 | 25-23 | —     |

### Cuartos de final
Olympikus Vóley - Regatas Santa Fe
| Fecha       | Local          | Resul | Visitante      | Set 1 | Set 2 | Set 3 | Set 4 | Set 5 |
| ----------- | -------------- | ----- | -------------- | ----- | ----- | ----- | ----- | ----- |
| 17 de marzo | Olympikus Azul | 3-2   | Regatas (SF)   | 23-25 | 22-25 | 25-21 | 25-21 | 15-11 |
| 23 de marzo | Regatas (SF)   | 3-1   | Olympikus Azul | 25-18 | 25-23 | 21-25 | 25-22 | —     |
| 24 de marzo | Regatas (SF)   | 0-3   | Olympikus Azul | 24-26 | 25-27 | 21-25 | —     | —     |
| 29 de marzo | Olympikus Azul | 3-2   | Regatas (SF)   | 25-21 | 22-25 | 15-25 | 25-18 | 15-10 |

UBA - Obras (San Juan)
| Fecha       | Local            | Resul | Visitante        | Set 1 | Set 2 | Set 3 | Set 4 | Set 5 |
| ----------- | ---------------- | ----- | ---------------- | ----- | ----- | ----- | ----- | ----- |
| 18 de marzo | UBA              | 3-1   | Obras (San Juan) | 25-23 | 20-25 | 25-19 | 25-8  | —     |
| 24 de marzo | Obras (San Juan) | 3-0   | UBA              | 25-23 | 27-25 | 27-25 | —     | —     |
| 25 de marzo | Obras (San Juan) | 2-3   | UBA              | 25-15 | 25-23 | 17-25 | 18-25 | 13-15 |
| 28 de marzo | UBA              | 3-1   | Obras (San Juan) | 27-29 | 25-23 | 29-27 | 25-23 | —     |

Regatas San Nicolás - Náutico Hacoaj
| Fecha       | Local               | Resul | Visitante           | Set 1 | Set 2 | Set 3 | Set 4 | Set 5 |
| ----------- | ------------------- | ----- | ------------------- | ----- | ----- | ----- | ----- | ----- |
| 17 de marzo | Náutico Hacoaj      | 3-0   | Regatas San Nicolás | 25-18 | 25-17 | 25-13 | —     | —     |
| 23 de marzo | Regatas San Nicolás | 0-3   | Náutico Hacoaj      | 20-25 | 17-25 | 17-25 | —     | —     |
| 24 de marzo | Regatas San Nicolás | 3-1   | Náutico Hacoaj      | 25-21 | 25-21 | 19-25 | 25-21 | —     |
| 28 de marzo | Náutico Hacoaj      | 3-0   | Regatas San Nicolás | 25-15 | 25-15 | 25-15 | —     | —     |

Club de Amigos - River Plate
| Fecha       | Local          | Resul | Visitante      | Set 1 | Set 2 | Set 3 | Set 4 | Set 5 |
| ----------- | -------------- | ----- | -------------- | ----- | ----- | ----- | ----- | ----- |
| 17 de marzo | Club de Amigos | 3-0   | River Plate    | 26-24 | 25-19 | 25-21 | —     | —     |
| 22 de marzo | River Plate    | 3-0   | Club de Amigos | 31-29 | 25-19 | 25-21 | —     | —     |
| 24 de marzo | River Plate    | 1-3   | Club de Amigos | 21-25 | 21-25 | 25-19 | 21-25 | —     |
| 27 de marzo | Club de Amigos | 3-2   | River Plate    | 19-25 | 23-25 | 25-16 | 25-16 | 15-10 |

### Semifinales
Olympikus Azul - UBA
| Fecha      | Local          | Resul | Visitante      | Set 1 | Set 2 | Set 3 | Set 4 | Set 5 |
| ---------- | -------------- | ----- | -------------- | ----- | ----- | ----- | ----- | ----- |
| 2 de abril | Olympikus Azul | 3-2   | UBA            | 22-25 | 25-17 | 24-26 | 30-28 | 15-13 |
| 6 de abril | UBA            | 1-3   | Olympikus Azul | SG-SP | SP-SG | SP-SG | SP-SG | —     |
| 7 de abril | UBA            | 1-3   | Olympikus Azul | 12-25 | 25-22 | 17-25 | 22-25 | —     |

Náutico Hacoaj - Club de Amigos
| Fecha       | Local          | Resul | Visitante      | Set 1 | Set 2 | Set 3 | Set 4 | Set 5 |
| ----------- | -------------- | ----- | -------------- | ----- | ----- | ----- | ----- | ----- |
| 31 de marzo | Náutico Hacoaj | 3-2   | Club de Amigos | 22-25 | 25-18 | 24-26 | 30-28 | 15-13 |
| 5 de abril  | Náutico Hacoaj | 3-1   | Club de Amigos | 25-16 | 19-25 | 25-20 | 25-21 | —     |
| 7 de abril  | Club de Amigos | 3-2   | Náutico Hacoaj | 25-27 | 25-20 | 23-25 | 25-15 | 16-14 |
| 11 de abril | Náutico Hacoaj | 3-1   | Club de Amigos | 25-22 | 19-25 | 25-21 | 25-18 | —     |

### Final
Olympikus Azul - Náutico Hacoaj
| Fecha       | Local          | Resul | Visitante      | Set 1 | Set 2 | Set 3 | Set 4 | Set 5 |
| ----------- | -------------- | ----- | -------------- | ----- | ----- | ----- | ----- | ----- |
| 16 de abril | Olympikus Azul | 2-3   | Náutico Hacoaj | 25-17 | 20-25 | 25-21 | 22-25 | 10-15 |
| 21 de abril | Náutico Hacoaj | 2-3   | Olympikus Azul | 16-25 | 27-25 | 25-27 | 25-22 | 10-15 |
| 23 de abril | Náutico Hacoaj | 3-0   | Olympikus Azul | 25-18 | 30-28 | 25-21 | —     | —     |
| 28 de abril | Olympikus Azul | 3-1   | Náutico Hacoaj | 25-15 | 20-25 | 28-26 | 25-17 | —     |
| 1 de mayo   | Olympikus Azul | 2-3   | Náutico Hacoaj | 25-23 | 26-24 | 24-26 | 22-25 | 11-15 |

Campeón
Club Náutico Hacoaj
Primer título